# Ålands politik
Ålands politik omfattar det politiska systemet, de centrala institutionerna och självstyrelsen på Åland, en självstyrande, demilitariserad och enspråkigt svenskspråkig region inom Finland sedan 1921. Självstyrelsen grundas på internationella avtal och ger Åland en särskild ställning både nationellt och internationellt, med egna lagstiftningsområden och särskilda undantag inom Europeiska unionen.

## Historisk bakgrund
Ålands politiska utveckling har formats av skiftande statsbildningar och internationella beslut. Självstyrelsen har vuxit fram stegvis från tidigt 1900-tal och är resultatet av kompromisser mellan lokala, nationella och internationella intressen.

### Svensk tid (1634–1809)
Från 1634 till 1809 tillhörde Åland Sverige och ingick i Åbo och Björneborgs län. Ögruppen styrdes på samma sätt som övriga delar av riket, utan särskilda självstyrelseformer. Kastelholm fungerade som administrativt centrum.[källa behövs]

### Rysk tid (1809–1917)
Efter Freden i Fredrikshamn 1809 blev Åland en del av Tsarryssland och inlemmades i Storfurstendömet Finland. Förvaltningen lydde under Åbo och Björneborgs län. Efter Krimkriget undertecknades Ålandsservitutet 1856, som förbjöd militära befästningar och lade grunden för öarnas demilitarisering.

### Självstyrelsens tillkomst (1917–1922)
Under Finlands självständighetskamp ökade stödet på Åland för återförening med Sverige. Ålandsrörelsen förde frågan till Nationernas förbund, som 1921 beslutade att Åland skulle förbli en autonom del av Finland med särskilda rättigheter. Självstyrelselagen trädde i kraft samma år och det första lagtingsmötet hölls 1922, vilket sedan dess firas som Ålands självstyrelsedag.

### Utveckling (1922–1994)
Självstyrelsen stärktes under 1900-talet genom revision av självstyrelselagen 1951, officiellt erkännande av Ålands flagga 1954 och medlemskap i Nordiska rådet 1970. Parlamentarism infördes 1988. Ålands län hade då redan inrättats (1918) för att möjliggöra självstyre.

### EU-medlemskap och senare utveckling (1995–nutid)
Åland blev medlem i Europeiska unionen 1995 efter en folkomröstning. Medlemskapet förenades med särskilda villkor, bland annat om skatteområdet och handeln. Diskussioner om att ytterligare utveckla självstyrelsen har fortsatt under 2000-talet.[källa behövs]

## Politisk status och rättslig grund
Ålands status bygger på Nationernas förbunds beslut 1921, den så kallade Ålandsmodellen. Den omfattar fyra huvudprinciper: självstyre, demilitarisering, neutralitet och svenskspråkighet.

### Självstyrelselagen
Självstyrelsen regleras i självstyrelselagen för Åland och omfattar lagstiftning inom bland annat utbildning, kultur, kommunalförvaltning, miljö och näringsliv. Lagtinget stiftar lagar och väljer landskapsregeringen, som ansvarar för den verkställande makten. Lokala frågor hanteras av Ålands kommuner, medan Statens ämbetsverk på Åland sköter statliga uppgifter som faller utanför Ålands behörighet.

### Demilitarisering och neutralitet
Åland är helt demilitariserat och neutralt. Militär personal får inte stationeras och militära anläggningar får inte byggas. Ålänningar är undantagna från värnplikt. Statusen fastslogs 1856 och bekräftades genom avtal 1921, 1940, 1947 och 1992.

### Språk och kultur
Åland är officiellt enspråkigt svenskt. Självstyrelsen garanterar svenska som enda officiella språk, och lagar skyddar språkets och kulturens ställning. Till skillnad från övriga Finland finns ingen rätt till offentlig service på finska.[källa behövs]

### Åländsk hembygdsrätt
Hembygdsrätten ger rätt att äga fast egendom och driva näringsverksamhet på Åland, samt rösta och kandidera i lagtingsval. Den syftar till att bevara den lokala kulturen och säkerställa lokalt inflytande.

### Begränsningar i autonomin
Självstyrelsen omfattar inte alla områden.
- Ekonomi – Åland får ett årligt anslag från staten motsvarande 0,45 procent av statens inkomster (exklusive lån) som kompensation för att skatteuppgifter hanteras av Finland.[källa behövs]
- Rättsväsende – Åland har en egen polismyndighet, men domstolarna ingår i Finlands domstolsväsen.
- Utrikespolitik – Utrikespolitiken sköts av Finland, men avtal som berör Ålands lagstiftningsområden kräver lagtingets godkännande.

## Institutioner och maktfördelning
Makten på Åland är uppdelad mellan självstyrelseorganen och finska staten.

### Ålands lagting

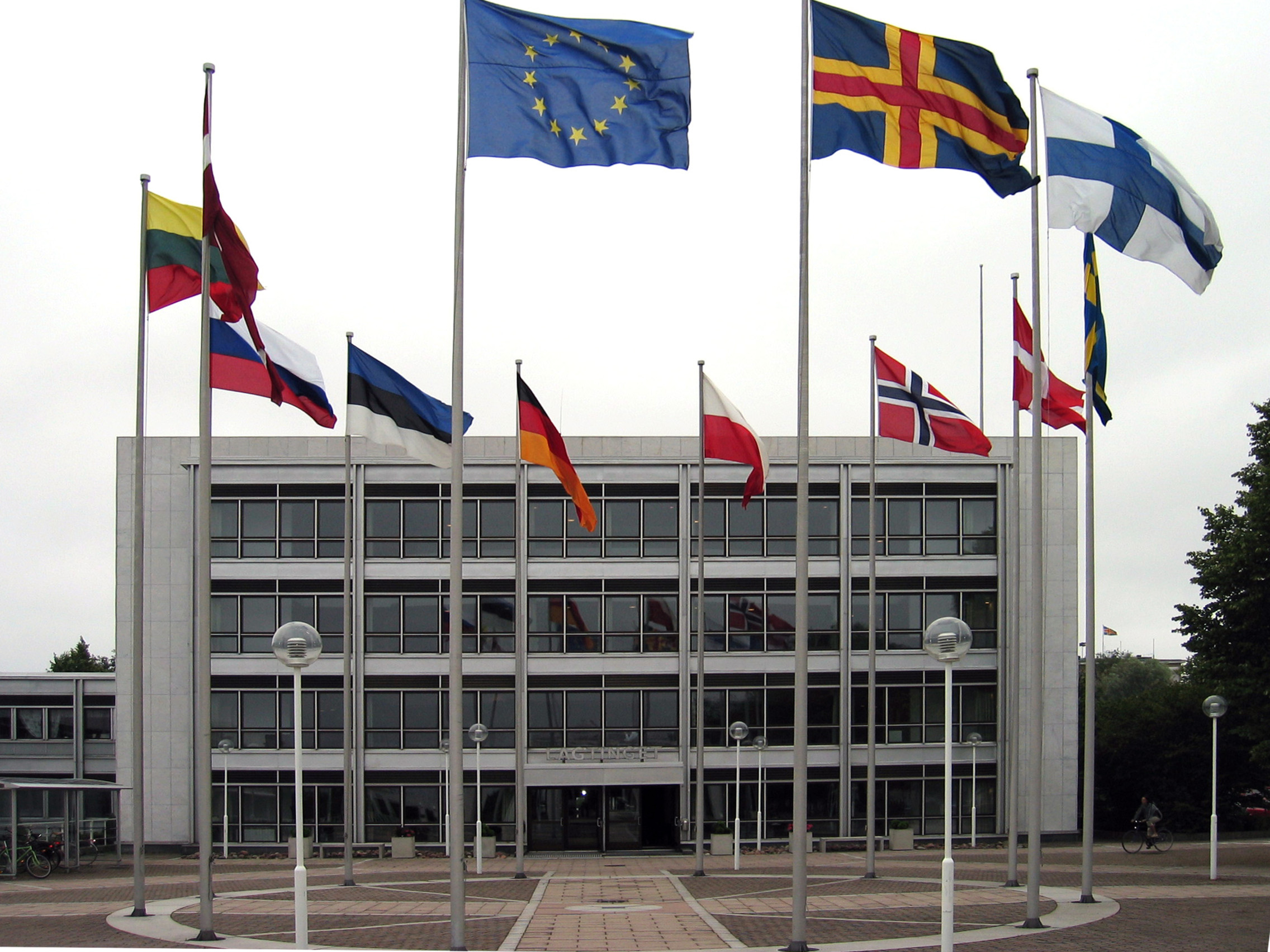
Parlamentsbyggnaden i Mariehamn

Lagtinget har 30 ledamöter och stiftar lagar inom de områden som anges i självstyrelselagen.

#### Vetorätt
När lagtinget antar en lag kan Finlands president lägga in veto om lagen överskrider Ålands befogenheter eller hotar rikets säkerhet.

#### Blankettlagar
Lagtinget kan besluta att finska lagar ska gälla på Åland genom blankettlagar, även inom egen lagstiftningsrätt.

### Ålands landskapsregering
Landskapsregeringen ansvarar för verkställande makt och förvaltning och måste ha lagtingets förtroende.

### Ålands riksdagsledamot
Åland har en egen plats i Finlands riksdag för att bevaka självstyrelsens efterlevnad och driva frågor av särskild betydelse för regionen.

### Statens ämbetsverk på Åland

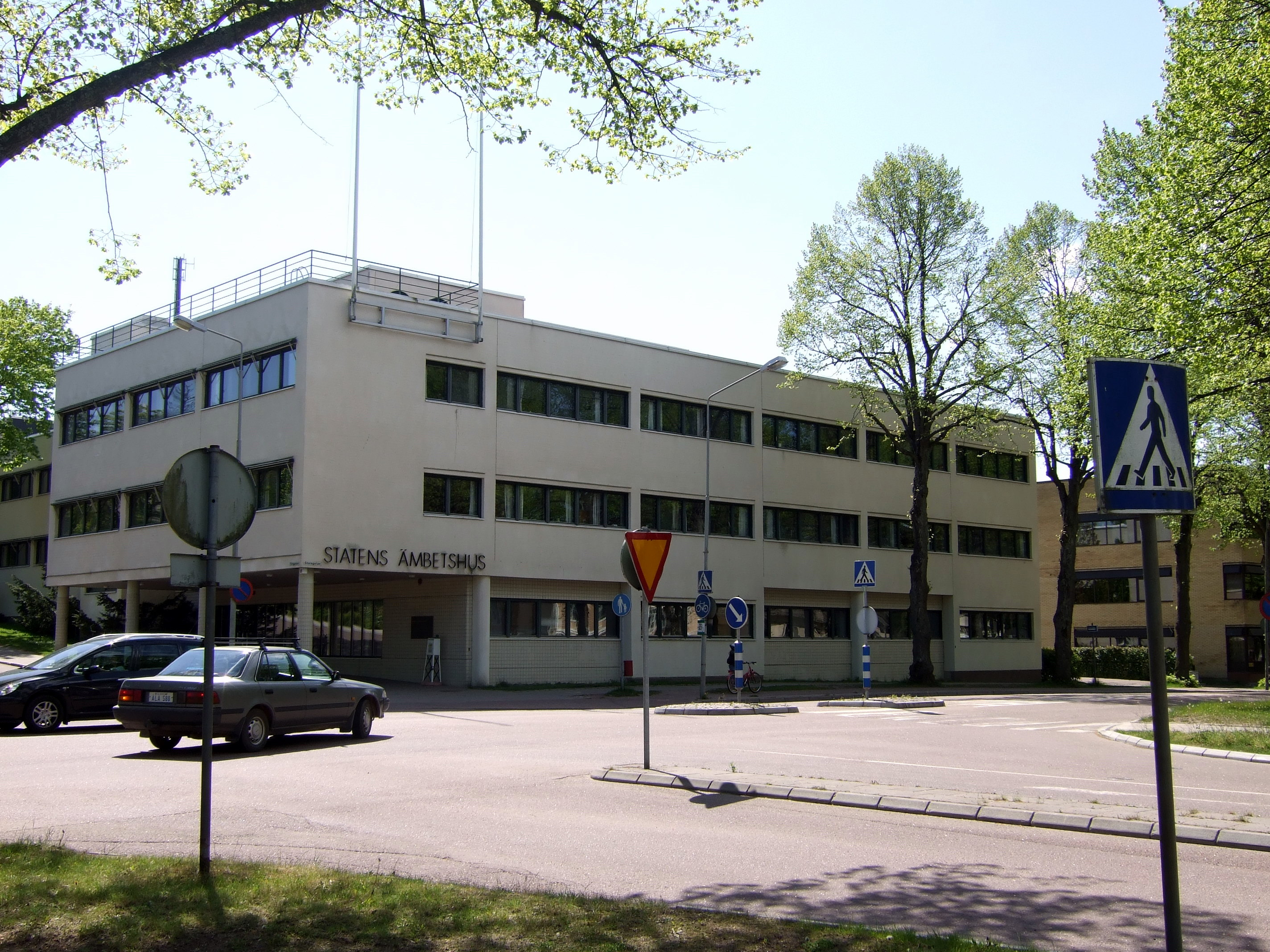
Statens ämbetsverk på Åland

Ämbetsverket representerar staten och leds av landshövdingen. De flesta uppgifter som annars hanteras av länsstyrelser i Finland sköts på Åland av landskapsregeringen.

### Ålands kommuner

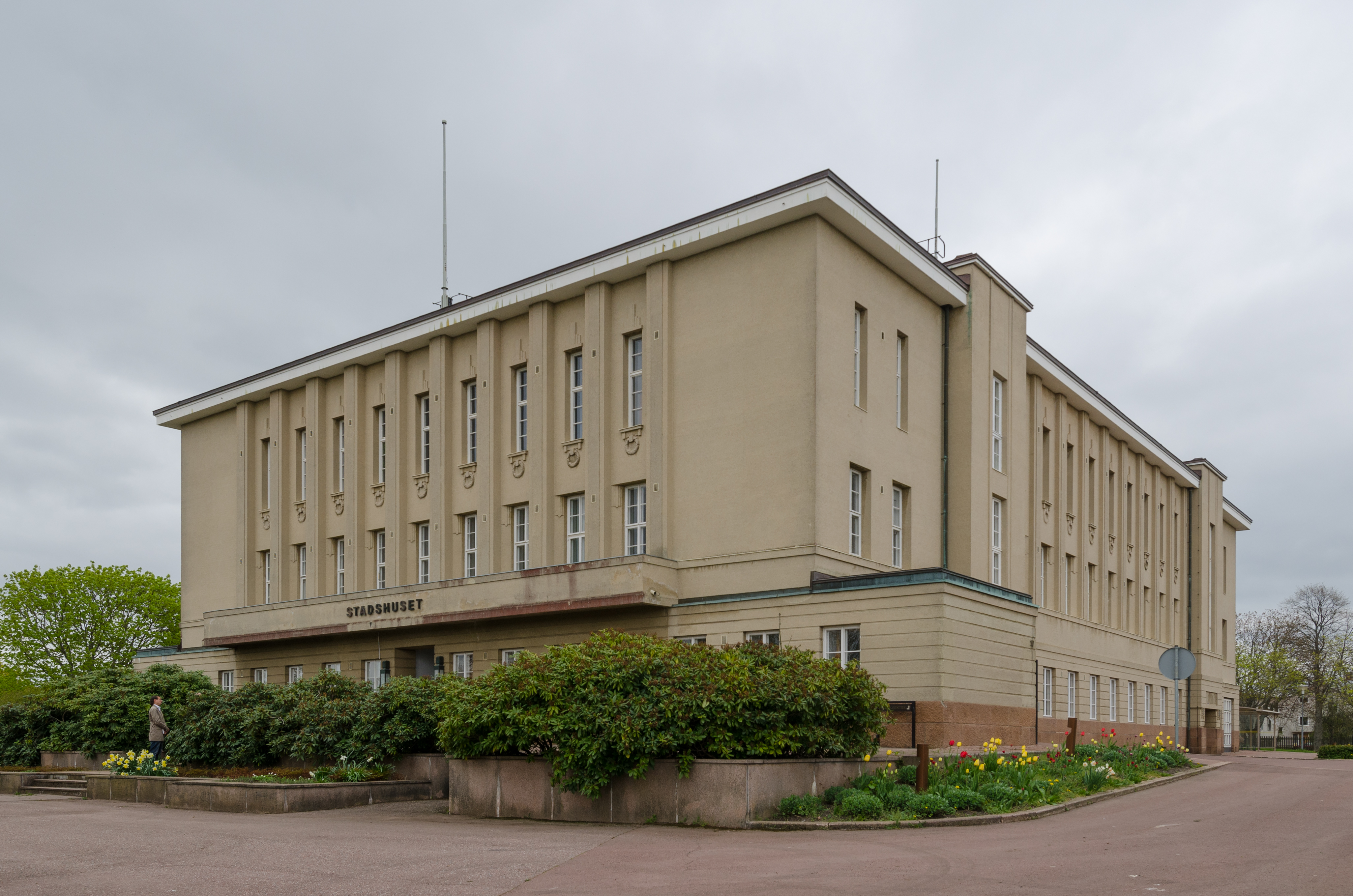
Mariehamn är Ålands enda stad

Åland har 16 kommuner, var och en med egen förvaltning. Lagtinget bestämmer kommunernas uppgifter och fördelar ekonomiskt stöd.

## Partiväsen och val
Det åländska partisystemet är fristående från det finska och fokuserar främst på lokala frågor.

### Politiska partier
Efter valet 2023 är följande partier representerade i lagtinget: Liberalerna på Åland (9 mandat), Åländsk Center (7), Ålands socialdemokrater (4), Moderat Samling för Åland (4), Obunden samling (5) och Hållbart Initiativ (1).

### Valsystem och valtyper
Val till lagting och kommunfullmäktige regleras av landskapslag. För lagtingsval krävs hembygdsrätt, medan kommunalval är öppna för alla som är bosatta i kommunen. Åland har ett proportionellt valsystem. Val av Ålands riksdagsledamot och presidentval sker enligt samma regler som i övriga Finland.

## Ålands internationella relationer
Ålands internationella status och samarbete grundar sig på en rad avtal och medlemskap i organisationer.

### Internationell rättslig status
Ålands särställning har erkänts genom flera internationella överenskommelser sedan 1800-talet.

### Medlemskap i Nordiska rådet
Åland har varit medlem sedan 1970 och deltar i det nordiska samarbetet genom en delegation utsedd av lagtinget och landskapsregeringen.

### Åland och Europeiska unionen
Ålands EU-medlemskap regleras av Ålandsprotokollet och innebär bland annat undantag från EU:s skatteunion.

### Viktiga internationella avtal
| År   | Avtal                                            | Betydelse                     |
| ---- | ------------------------------------------------ | ----------------------------- |
| 1856 | Konventionen om demilitarisering                 | Förbjöd befästning av Åland   |
| 1921 | Nationernas förbunds beslut                      | Grundlade självstyrelsen      |
| 1921 | Ålandsöverenskommelsen                           | Fastslog Ålands särställning  |
| 1921 | Konvention om icke-befästande och neutralisering | Bekräftade demilitariseringen |
| 1940 | Fördrag med Sovjetunionen                        | Utvidgade demilitariseringen  |
| 1947 | Fredsfördraget i Paris                           | Stärkte särställningen        |
| 1948 | Sovjetunionens brev                              | Bekräftade tidigare avtal     |
| 1992 | Protokoll med Ryssland                           | Rysk bekräftelse              |
| 1994 | EU:s erkännande                                  | Bekräftade EU-status          |